# Trosky (hora)
Trosky (511 m n. m.) jsou neovulkanický vrch se zříceninou hradu nazývaného rovněž Trosky v CHKO Český ráj a geoparku Český ráj, přibližně mezi Turnovem a Jičínem, v katastrálním území obce Troskovice v okrese Semily Libereckého kraje. Vrch je nejvyšším bodem Vyskeřské vrchoviny a jeho vrcholová část je chráněna jako přírodní památka. Charakteristická silueta vrchu je symbolem Českého ráje.
Předmětem ochrany jsou zde dva suky nefelinického čediče, které vznikly ve třetihorách odvětráním struskového kužele a obnažením přívodních drah vystupujícího magmatu. Na jihovýchodním úpatí vrchu leží přírodní rezervace Apolena.

## Geologie

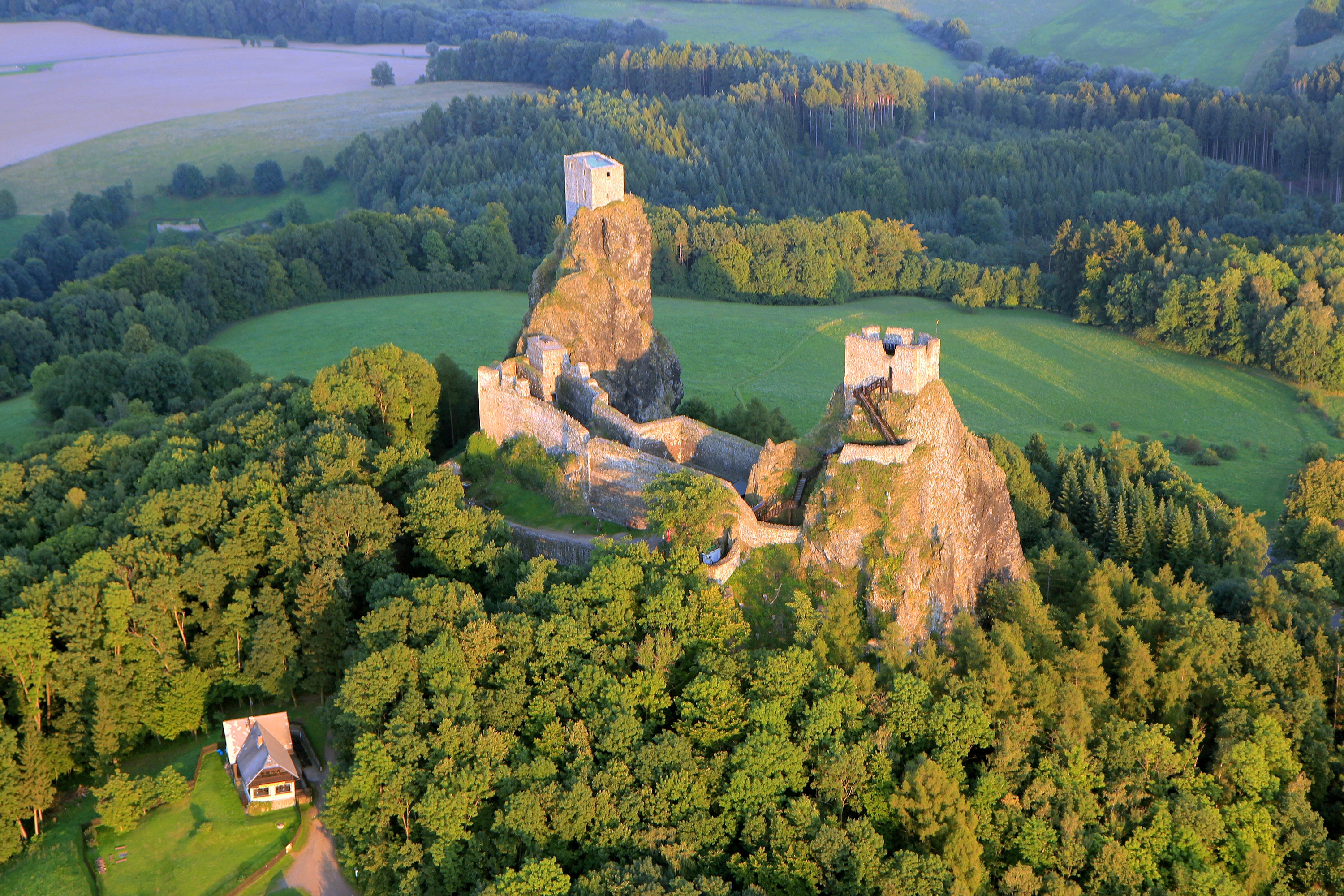
Trosky, letecký snímek

Lokalita leží v oblasti České křídové pánve, okolí vyhaslé sopky tvoří křídové usazeniny. Trosky představují erozní relikt struskového kužele. Selektivní eroze odnesla převážnou část pyroklastik a obnažila dvojitou přívodní dráhu bývalých monogenetických vulkánů tvořenou kompaktním bazanitem (druh čediče). Jaromír Demek jako horninu uvádí olivinický nefelinit. V prostoru mezi oběma věžemi se ještě vyskytuje bazanitové subhorizontálně uložené deskovité těleso se subvertikálně orientovanou sloupcovou odlučností. Tato partie patrně reprezentuje relikt lávového proudu vylitého z Baby. Kompaktní přívodní dráhy jsou místy lemovány relikty pyroklastických uloženin. Zvrstvení není vyvinuté, ale z textury uloženin je zřejmé, že strusky byly ukládány na povrchu v podobě struskového kužele. Stupeň fragmentace i četnost vesikulárních fragmentů odpovídají strombolskému typu erupce. Stáří bazanitu z Trosek bylo metodou K/Ar datováno na 16,5 Ma.
Aktivita započala vytvořením struskového kužele Baba, který byl doprovázen výlevem lávy. Následně došlo k posunutí centra aktivity mírně k východu, přičemž vznikl sesterský kužel Panna. Přívodní dráha Panny proráží relikt lávového proudu spojeného s kuželem Baby a strusky Panny tuto lávu překrývají. Eroze následně odnesla převážnou část pyroklastik a odhalila erozi odolnější věže tvořené kompaktním bazanitem. Aktivita se pak patrně posunula ještě více k východu, kde stála podle pamětníků do čtyřicátých let 20. století výrazná bazanitová skála, jež byla odtěžena.

## Geomorfologie

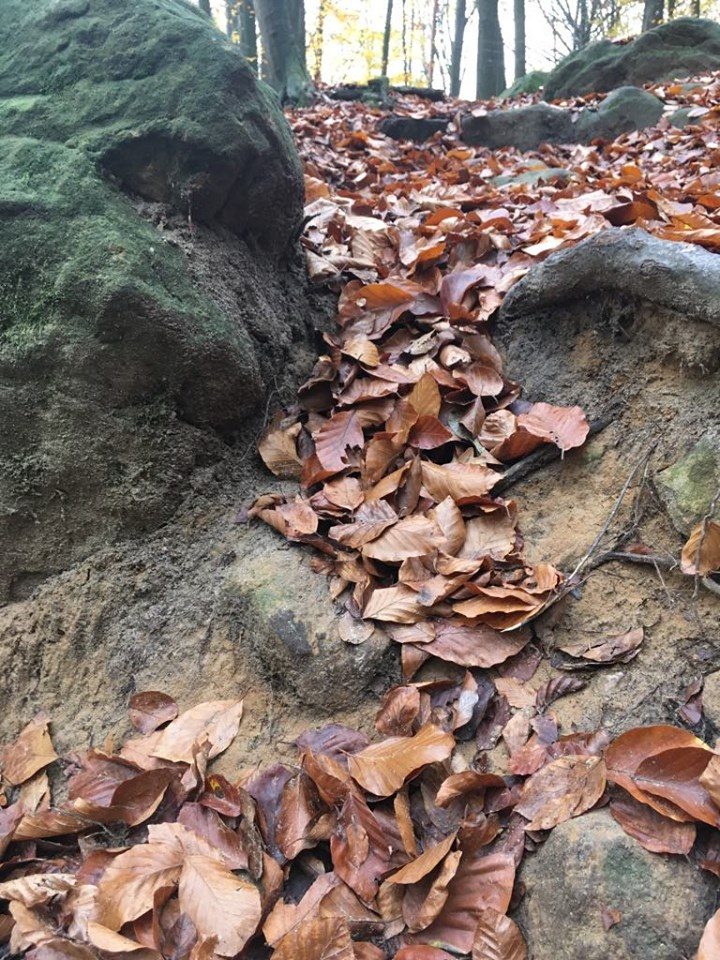
Vrch Trosky je tvořen vulkanickými a křídovými usazeninami

Vrch Trosky geomorfologicky náleží do celku Jičínská pahorkatina, podcelku Turnovská pahorkatina, okrsku Vyskeřská vrchovina, podokrsku Troskovická vrchovina a její Trosecké části.
Nejvyšší bod vrchu se nachází na kuželu Panna ve výšce 511 metrů. Nadmořská výška Baby činí 502 metrů. Často udávaná výška 488 m je výška vyhlídky nacházející se na úbočí Panny.

## Flora a fauna
Podloží přírodní památky je velmi bohaté na živiny, což tvoří vhodné prostředí pro růst rostlin, z nichž některé nerostou nikde jinde. Jde především o strdivku sedmihradskou (Melica transsilvanica), skalník celokrajný (Cotoneaster integerrimus) a trýzel škardolistý (Erysimum crepidifolium). Na svazích jsou lokálně zachovány původní háje s dubem (Quercus) a habrem (Carpinus). Vrch je zalesněn také smrkem (Picea), bukem (Fagus), břízami (Betula) a borovicí (Picea).
Do poloviny 20. století zde hnízdil sokol stěhovavý (Falco peregrinus), dnes se zde vyskytuje pouze poštolka obecná (Falco tinnunculus) a některé druhy netopýrů například netopýr velký (Myotis myotis) a netopýr řasnatý (Myotis nattereri). Z chráněných druhů hmyzu se zde vyskytuje otakárek fenyklový (Papilio machaon).